# بیست‌وچهار پنج ضلعی وجهی

'بیست‌وچهار پنج ضلعی وجهی

در هندسه ، بیست‌وچهار پنج ضلعی وجهی(به انگلیسی: pentagonal icosikaitetrahedron یا Pentagonal icositetrahedron) یک جسم کاتالان است که مزدوج مکعب شل است. در کریستالوگرافی به آن ژیروئید نیز گفته می شود.
این چندوجهی ٢٤ وجه و ٦٠ یال و ٣٨  رأس است و دو شکل مشخص دارد که تصاویر آینه ای (یا "انانتیومورف ها") از یکدیگر هستند.

## ساختن
بیست‌وچهار پنج ضلعی وجهی را می توان از یک مکعب شل بدون گرفتن مزدوج ساخت. هرم های مربع شکل به شش وجه مربعی مکعب شل و هرم های مثلثی به هشت وجه مثلثی که لبه آنها با یک مربع مشترک نیست ، اضافه می شوند. ارتفاع هرم به گونه ای تنظیم می شود که با ٢٤ وجه مثلثی دیگر مکعب شل هم سطح شود. در نتیجه این کار ، بیست‌وچهار پنج ضلعی وجهی ساخته شود.